# František Xaver Richter
Frantisek (Franz) Xaver Richter (Holešov, hoy República Checa, 1 de diciembre de 1709-12 de septiembre de 1789) fue un compositor de Moravia y uno de los integrantes más importantes de la Escuela de Mannheim, compuesta por Johann Stamitz, Johann Christian Cannabich, Ignaz Jacob Holzbauer y Johann Schobert. Se incorporó a la orquesta de Mannheim en 1747. Desde 1769 hasta su muerte fue director musical en la catedral de Estrasburgo.
Entre sus alumnos se cuentan los compositores checos Karel Stamic, Joseph Martin Kraus y František Xaver Pokorný.
Escribió un oratorio, La Deposizione della Croce (1748), 28 misas, dos réquiems, numerosos motetes y salmos, 69 sinfonías y música de cámara.